# سهير الباروني
سهير الباروني (5 ديسمبر 1937 - 31 يناير 2012)، ممثلة مصرية من أصل ليبي.

## عن حياتها
ولدت في حي باب الشعرية بالقاهرة بمصر، وجدها كان من شيوخ الإباضية المهاجرين من مدينة كاباو في جبل نفوسة بليبيا وأبوها كان محامياً وأختيها كانتا ممثلتين ومغنيتين أيضًا ولهم صلة قرابة مع المجاهد الليبي الكبير سليمان باشا الباروني، بدأت مشوارها في منتصف خمسينيات القرن العشرين، وقدمت أدوارًا كوميدية واشتهرت بها، لمعت في مسرح الريحاني، ومن أشهر مسلساتها التلفزيونية "لن أعيش في جلباب أبي" مع الممثل نور الشريف.
زارت ليبيا عدة مرات في العهد الملكي وغنت عدة أغاني ليبية ومن أشهر أغانيها مع الثلاثي المرح "يا العنب الله يبارك ع الداليه"، أجرت لقاءً مع مجلة التلفيزيون وروز اليوسف حيث تحدثت عن بعض الكلمات من اللغة الأمازيغية التي حفظتها من جدها.
توفيت في 31 يناير 2012 في العجوزة بمصر تاركة كماً هائلا من الأفلام والمسرحيات والمسلسلات الشهيرة.

## أعمالها

### الأفلام
- 1955: أيام وليالي
- 1957: عشاق الليل
- 1957: الحب العظيم
- 1958: هذا هو الحب
- 1959: عريس مراتي
- 1961: يوم من عمري
- 1961: أعز الحبايب
- 1962: بين القصرين
- 1962: المعجزة
- 1963: زقاق المدق
- 1963: بياعة الجرايد
- 1963: امرأة على الهامش
- 1964: هارب من الزواج
- 1965: الراهبة
- 1966: هو والنساء
- 1966: مبكى العشاق
- 1966: قصر الشوق
- 1966: 3 لصوص
- 1966: 30 يوم في السجن
- 1967: العريس الثاني
- 1967: إضراب الشحاتين
- 1968: حلوة وشقية
- 1968: بنت من البنات
- 1968: أشجع رجل في العالم
- 1969: للمتزوجين فقط
- 1970: شقة مفروشة
- 1970: دلال المصرية
- 1970: الكدابين الثلاثة
- 1970: أشياء لا تشترى
- 1971: موعد مع الحبيب
- 1972: بنت بديعة
- 1972: أغنية على الممر
- 1972: أضواء المدينة
- 1973: المرأة التي غلبت الشيطان
- 1973: الأصابع الثلاثة
- 1974: الساعة تدق العاشرة
- 1974: الأبرياء
- 1975: ملوك الضحك
- 1975: لقاء مع الماضي
- 1975: بنت اسمها محمود
- 1975: النداهة
- 1976: العش الهادئ
- 1977: آه يا ليل يا زمن
- 1978: المجرم
- 1978: الأقمر
- 1979: الطيور المهاجرة
- 1983: الجواز للجدعان
- 1985: قضية عم أحمد
- 1986: ممنوع في مدرسة البنات
- 1986: الكومندان
- 1987: قضية الأستاذة عفت
- 1991: سمع هس
- 2001: الحب مسرحية من 3 فصول
- 2004: فول الصين العظيم
- 2006: قصة الحي الشعبي

### المسلسلات
- 1973: عندما يشتعل الرماد
- 1974: قهوة رضا
- 1977: ماشي يا دنيا ماشي
- 1983: عصر الحب
- 1984: الجلاد والحب
- 1987: ومن الليل شروق
- 1990: رأفت الهجان (ج2)
- 1990: أحلام في الهواء
- 1991: وداعا يا ربيع العمر
- 1992: ولا يزال الحب مستمرا
- 1992: مغامرات زكية هانم
- 1994: سر الأرض
- 1995: مشوار
- 1995: صباح الورد
- 1995: ساكن قصادي (ج1)
- 1996: لن أعيش في جلباب أبي
- 1996: رابعة تعود
- 1997: كلهن طيبات
- 1998: الفهلوي
- 1999: نوبة صحيان
- 2000: السيف والصخر
- 2005: للثروة حسابات أخرى
- 2008: دار الزمن
- 2009: كريمة كريمة
- 2009: عصابة بابا وماما
- 2010: شاهد إثبات
- 2011: عريس دليفري
- 2012: لحظات حرجة (ج3)
- 2012: فرقة ناجي عطا لله

### المسرحيات
- 1955: إبليس وشركاه
- 1956: اللي يعيش يا ما يشوف
- 1962: كناس في جاردن سيتي
- 1962: الحب لما يفرقع
- 1967: حواديت
- 1967: حالة حب
- 1967: براغيت
- 1969: هاللو شلبي
- 1970: حضرة صاحب العمارة
- 1971: اللص الشريف
- 1977: الحرامية
- 1980: إحنا اللي خرمنا التعريفة
- 1985: اعقل يا مجنون
- 1987: علشان خاطر عيونك
- 1991: شارع محمد علي

### المسلسلات الإذاعية
- 1957: ساعة لقلبك

### الفوازير
- 1969: وحوي يا وحوي

1997: لن اعيش في جلباب ابي

## روابط خارجية
- سهير الباروني على موقع IMDb (الإنجليزية)
- سهير الباروني على موقع الدهليز
- سهير الباروني على موقع قاعدة بيانات الأفلام العربية